# آنتونیا یاکوبسکو
آنتونیا یاکوبسکو (به انگلیسی: Antonia Iacobescu) (زاده ۱۲ آوریل ۱۹۸۹) خواننده و مدل رومانیایی است.

## اوایل زندگی
تا سن پنج سالگی با پدر و مادر خود در در ایالات متحده بوده‌است. آنتونیا در شهر یوتا که یکی از توابع شهرستان لاسوگاس رشد و زندگی کرده‌است و در همان‌جا دوره دبیرستان خود را به پایان رساند و وارد دنیای مدلینگ شد. او در بسیاری از عکاسی‌های مجله‌ها و کاتالوگ‌ها شرکت کرده بود درحالی که با شرکت‌های بزرگ در عرصه مد از جمله لنز و مدل فورد در ایالات متحده همکاری می‌کرد. به همین ترتیب او خود را راه اندازی خط تولید لباس خود به نام MOJAمعرفی کرد. او مطلقه است.
آنتونیا کلارا آیاکوبسکی در ۱۲ آوریل ۱۹۸۹ و در بخارست، رومانی متولد شد. در سن ۵ سالگی او همراه با پدر و مادر خود به ایالات متحده نقل مکان کرد. او دوران کودکی و نوجوانی خود را در ایالت یوتا و لاس وگاس گزراند. آنتونیا حرفه مدلینگ خود را به صورت اختصاصی در ایالات متحده شروع کرد و در کنار سازمان‌های مانند فورد کار می‌کرد.
آنتونیا از سن ۱۰ سالگی حرفه خوانندگی را با حضور در مدرسه موسیقی در ایالات متحده شروع کرد. از آنجا که او در شهر یوتا شهرستان لاس وگاس زندگی می‌کرد، حرفه موسیقی او به شدت تحت تأثیر قرار گرفته بود.
آنتونیا در سال ۲۰۱۳ خط تولید لباس خود را با نام "MOJA" شروع کرد.

## حرفه

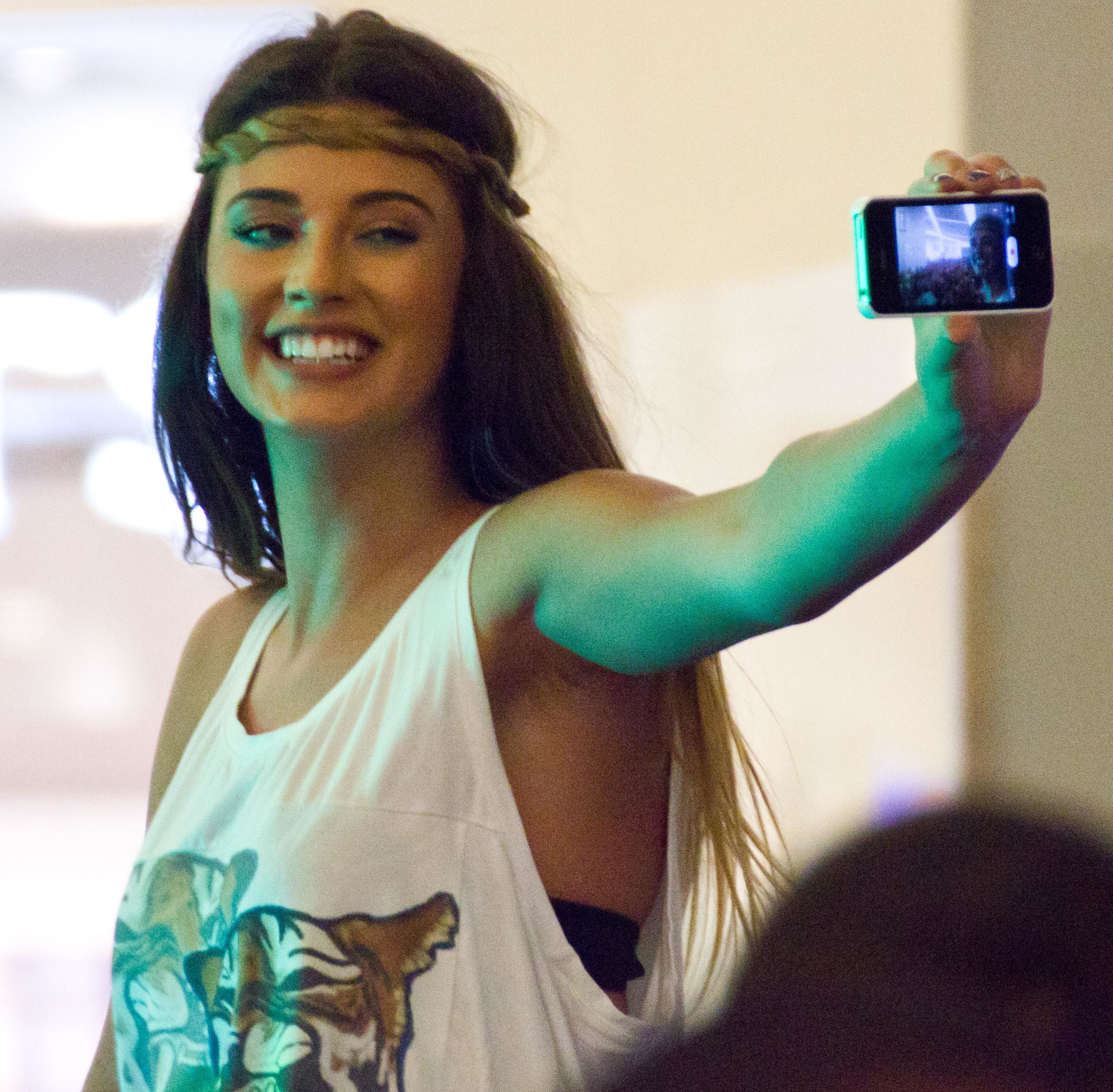
آنتونیا در ۲۰۱۲

در سن ۱۸ سالگی آنتونیا به رومانی و به آغوش خانواده اش بازگشت. او در آنجا با یکی از تولیدکننده گان به نام Tom Boxerکه توسط دوستانش آوازه او را شنیده بود ملاقات کرد. پس از دو ملاقات آنتونیا و تام به اولین نمایش موفق و پر طرفدار «گل آتش» دست یافتند. آن‌ها همچنین یک موزیک ویدئو نیز برای موسیقی خو درست کردند که توسط تام بوکسور نوشته و فیلم‌برداری شد. همچنین آهنگ‌های موفق او به صورت عمده ای در ایستگاه‌های رادیویی و کانال‌های تلویزیونی خارج از کشور (در کشور هلند و لهستان) در حال پخش هستند.

## زندگی شخصی
آنتونیا اولین فرزند خود مایا را در ۲۸ اوت ۲۰۱۰ به دنیا آورد. همسر او وینسنزو کاستلانو نام دارد

## آلبومها
آلبوم:
| آهنگ                                           | سال  | [ ۴ ] |
| ---------------------------------------------- | ---- | ----- |
| "گل آتش" (feat. اتاق صورتی)                    | ۲۰۰۹ | –     |
| "مرنا" (feat. Tom Boxer)                       | ۲۰۱۰ | ۱۳    |
| "لرزش آن را مادر"                              | ۲۰۱۱ | –     |
| "عروسک خیمه شب بازی"                           | ۲۰۱۱ | –     |
| "سانتا کودک"                                   | ۲۰۱۱ | –     |
| "آهنگ‌های کریسمس"                               | ۲۰۱۱ | –     |
| "Pleacă" (feat. Vunk)                          | ۲۰۱۱ | –     |
| "من باید شما را"                               | ۲۰۱۱ | –     |
| "Jameia"                                       | ۲۰۱۲ | ۲۳    |
| "Marabou"                                      | ۲۰۱۳ | ۱     |
| "هاوایی"                                       | ۲۰۱۳ | –     |
| "طوفان" (feat. Puya)                           | ۲۰۱۳ | ۸     |
| "Întoarce-te acasă" (feat. Holograf)           | ۲۰۱۴ | –     |
| "اسب وحشی" (feat. Jay Sean)                    | ۲۰۱۴ | –     |
| "Fie Ce-o Fi" (feat. اینادارا و Carlas Dreams) | ۲۰۱۴ | –     |
| "Chica Loca"                                   | ۲۰۱۵ | –     |
| این است Antonia                                | ۲۰۱۵ | –     |